# Jan van Brienne
Jan van Brienne (?, 1148 – Constantinopel, 23 maart 1237) was koning van Jeruzalem, Latijns keizerlijk regent van Constantinopel en een belangrijke schakel en ondersteuner van de Vijfde Kruistocht (1218–1221).
Jan ging pas rond zijn zestigste levensjaar een rol van betekenis spelen toen hij diverse titels kreeg bedeeld. Eerst trouwde hij met Maria van Monferrato, met wie hij Yolande kreeg. Na haar overlijden trouwde hij met Stephania, dochter van Leo II van Armenië, met wie hij een zoon kreeg die vroegtijdig overleed. Daarna trouwde hij voor een derde keer met Berenguela (de dochter van Berenguela van Castilië), met wie hij zeker vier kinderen kreeg: Maria, Alfons, Jan en Lodewijk.

## Leven
Hij was een zoon van Everhard II van Brienne (1130 - 1191) en Agnes van Montfaucon (1140-), dochter van graaf Amadeus II van Montfaucon. Hij was in eerste instantie gekozen om een rol te vervullen als priester of ambtsman, maar hij koos liever om ridder te worden en in veertig jaar van deelnamen aan toernooien en gevechten had hij zichzelf een aardige reputatie opgebouwd. Toen in 1208 een groep ambassadeurs vanuit het Koninkrijk Jeruzalem bij Filips II van Frankrijk kwam polsen voor een echtgenoot voor hun Koningin Maria van Jeruzalem, koos Filips voor Johannes als een geschikte echtgenoot voor Maria en beloofde hem daarbij te ondersteunen in zijn nieuwe functie.